# 明措湖

53°22′50″N 12°30′05″E / 53.38056°N 12.50139°E
明措湖（德語：Minzower See），是德國的湖泊，位於該國東北部，由梅克倫堡-前波美拉尼亞州負責管轄，處於梅克倫堡湖區縣，長0.4公里、寬0.2公里，面積0.09平方公里，海拔高度74米。